# Вербаев
Вербаев (укр. Вербаїв) — село в Боратинской сельской общине Луцкого района Волынской области Украины.
Код КОАТУУ — 0722885102. Население по переписи 2024 года составляет 259 человек. Почтовый индекс — 45661. Телефонный код — 332. Занимает площадь 0,32 км².